# Kmara

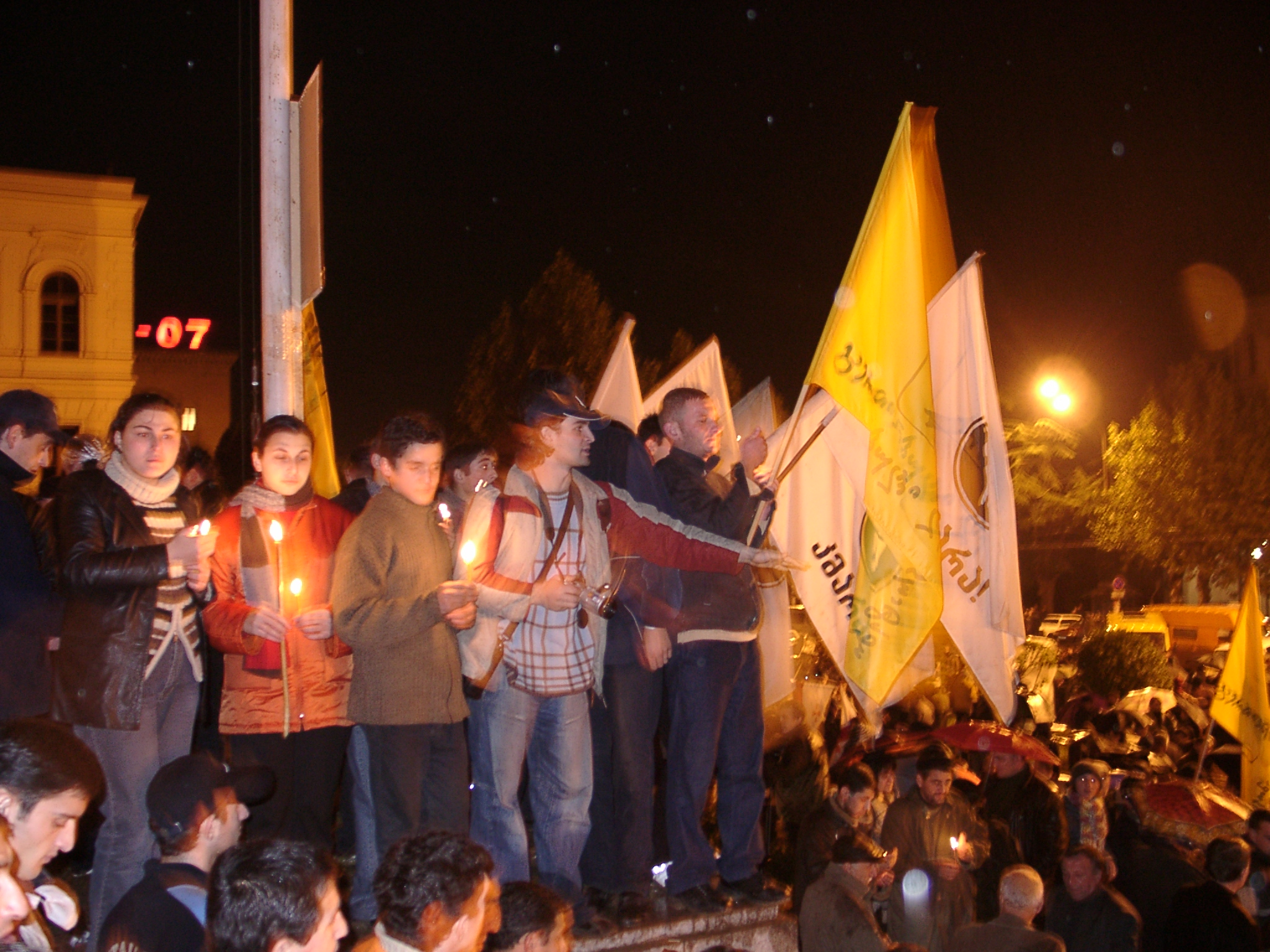
Unga georgier med Kmara-flaggor i händerna, under Rosenrevolutionen i november 2003

Kmara är en rörelse vars avsikt var att störta diktaturen i Georgien. Rörelsen använde sig av icke-våld som metod.
Rörelsen uppstod i april 2003 bland georgiska studentaktivister, som tränat hos serbiska Otpor. Träningen inriktades mot icke-våldsaktioner. Som en påminnelse om sambandet är Kmaras loggo en nästan exakt kopia av Otpors knutna näve.